# Olaria (Rio de Janeiro)
Pour l’article homonyme, voir Olaria.
Manguinhos est un quartier et une favela (à l'ouest) du nord-Ramos de Rio de Janeiro au Brésil créé le 23 juillet 1981.

## Sport
Le quartier dispose de son propre stade de football, le Stade Antônio Mourão Vieira Filho, qui accueille le club du Olaria Atlético Clube.